# Line Daugaard
Line Daugaard, née le 17 juillet 1978 à Herning, est une handballeuse internationale danoise qui évolue au poste d'ailière gauche.
Avec l'équipe du Danemark, elle participe notamment aux jeux olympiques de 2004 où elle remporte la médaille d'or et est élue meilleure ailière gauche du tournoi olympique.
Elle est également sacrée championne d'Europe en 2002, tournoi où elle sera élue meilleure ailière gauche.

## Palmarès

### En club
compétitions internationales
- vainqueur de la coupe EHF en 2002 (avec Ikast-Bording EH)
- vainqueur de la coupe d'Europe des vainqueurs de coupe en 2004 (avec Ikast-Bording EH)
- finaliste de la coupe EHF en 2007 (avec Ikast-Bording EH)

compétitions nationales
- championne du Danemark en 1998 (avec Ikast-Bording EH)
- vainqueur de la coupe du Danemark  (4) en 1999, 2000 et 2002 (avec Ikast-Bording EH)

### En équipe nationale
Jeux olympiques d'été
- médaille d'or aux Jeux olympiques de 2004 à Athènes

championnats d'Europe
- vainqueur du Championnat d'Europe 2002

### Récompenses individuelles
- meilleure ailière gauche du championnat d'Europe 2002[4]
- meilleure ailière gauche du tournoi olympique de 2004[3]